# Abeilhan
Abeilhan é uma comuna francesa na região administrativa de Occitânia, no departamento de Hérault. Estende-se por uma área de 7,81 km². Em 2010 a comuna tinha 1 773 habitantes (densidade: 227 hab./km²).